# Parque del Buen Retiro

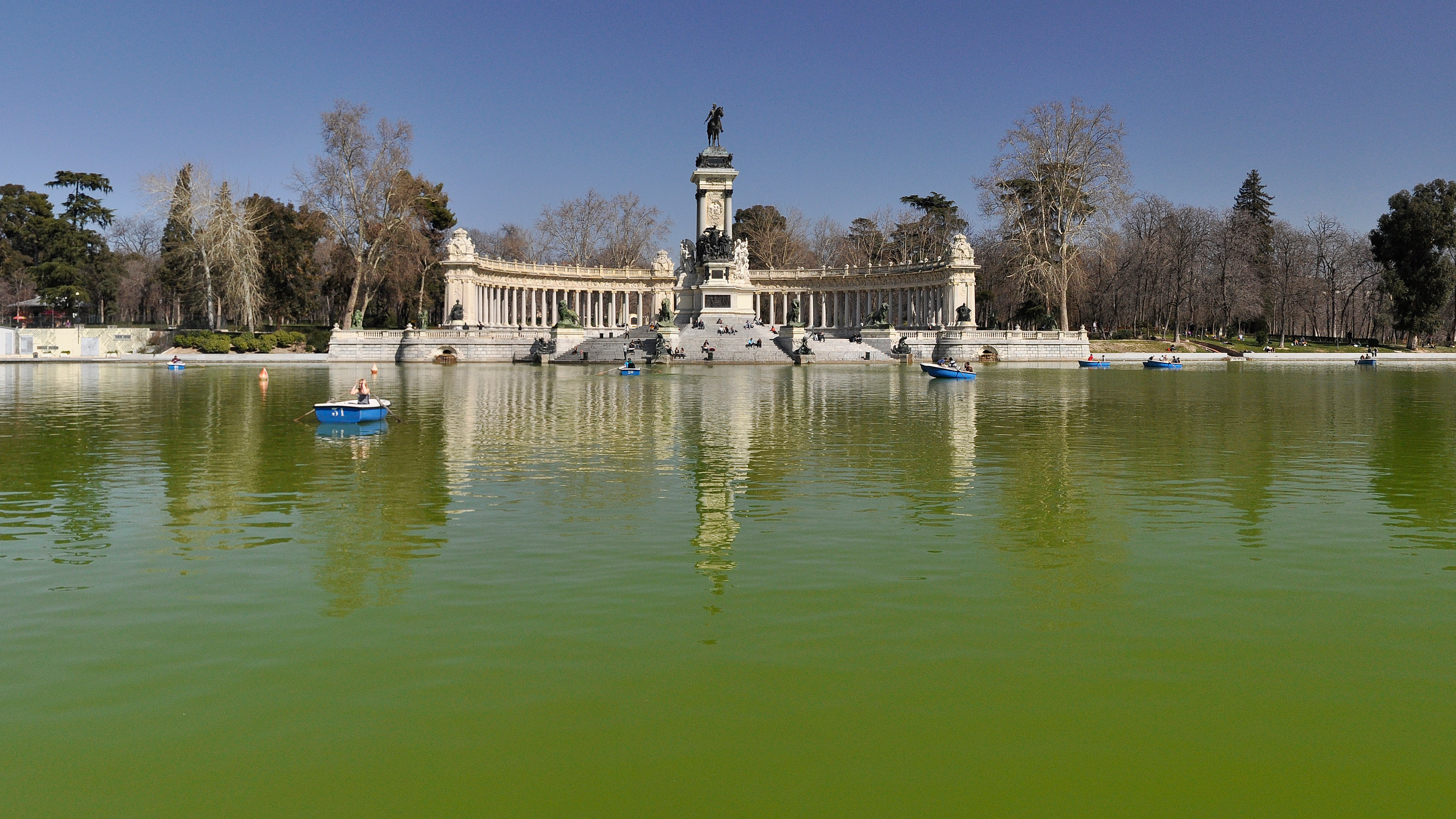
Vijver en monument voor Alfonso XII

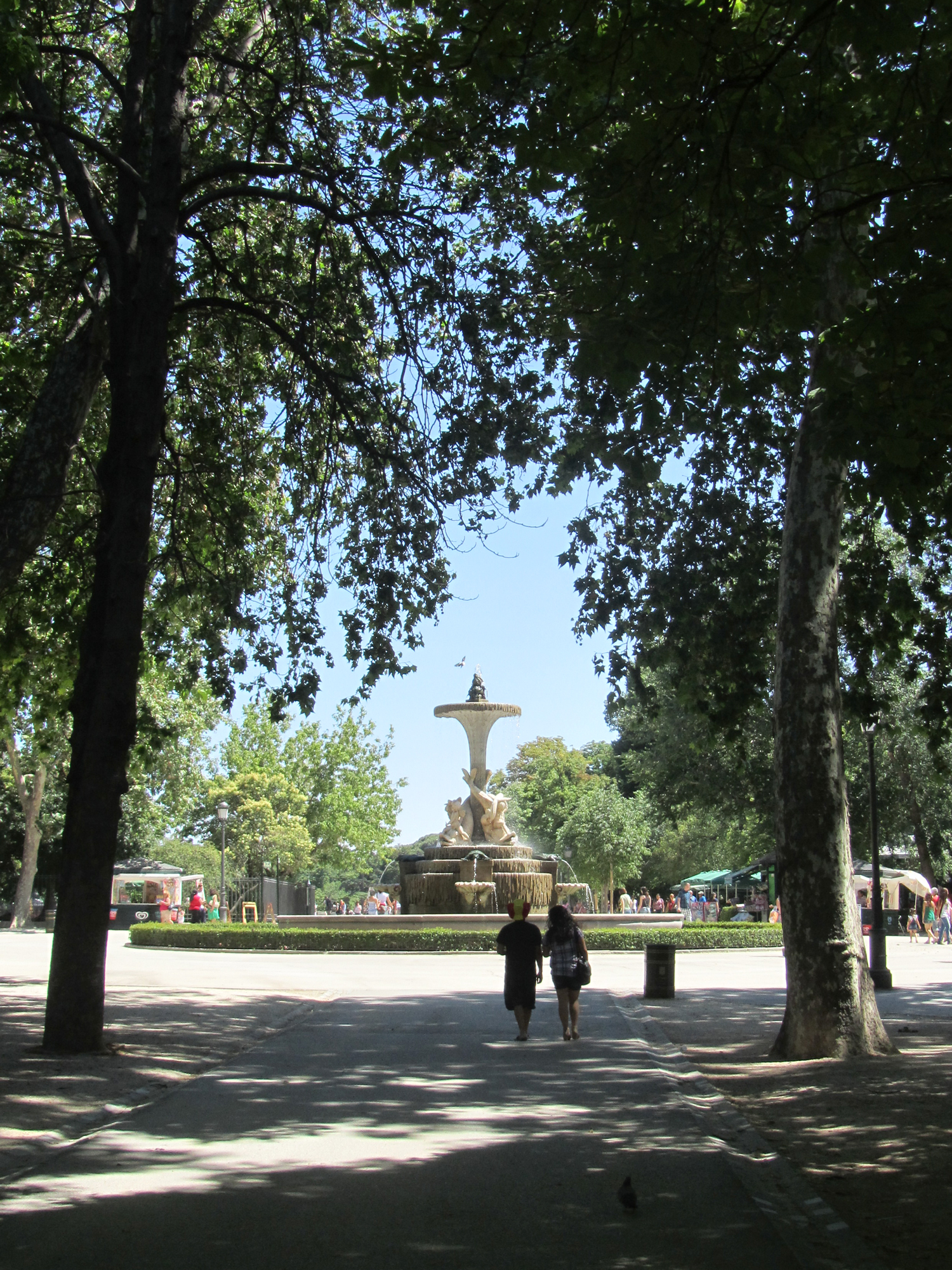
Een van de vele fonteinen

De Jardines del Buen Retiro of het Parque del Buen Retiro, kortweg El Retiro, is een stadspark in de Spaanse hoofdstad Madrid. Buen Retiro betekent "aangename afzondering". Sinds 2021 staat het park op de Unesco-Werelderfgoedlijst.
Het park heeft een oppervlakte van 1,4 km² en bevindt zich direct ten oosten van het centrum van de stad. Hier stond ooit het Buen Retiro-paleis van Filips IV, waarvan nog twee gebouwen resten: het Casón del Buen Retiro en de Salón de Reinos. Errond was het privépark van de koninklijke familie, dat in 1869 is opengesteld voor het publiek. Het paleis was toen reeds geruime tijd afgebroken.
Centraal in het park ligt een vijver met een zuilengalerij in de vorm van een halve maan met een standbeeld van koning Alfons XII. Men kan er roeiboten huren. Ten zuiden van het meer liggen het Palacio de Velázquez en het door architect Ricardo Velásquez Bosco gebouwde Palacio de Cristal. Voor dit laatste gebouw liet de architect zich inspireren door het intussen verdwenen Crystal Palace van Joseph Paxton te Londen. Het ontwerp is van 1887 en het werd gebouwd om tropische planten tentoon te stellen.
Straatmuzikanten, portretschilders en waarzeggers amuseren het publiek.
Alhambra, Generalife en Albaicín, Granada ·
Kathedraal van Burgos ·
Historisch centrum van Córdoba ·
Klooster en plaats van het Escorial, Madrid ·
Werken van Gaudí ·
Grot van Altamira en de paleolithische grotkunst van Noord-Spanje ·
Monumenten van Oviedo en het koninkrijk Asturië ·
Oude stad Ávila met de Kerken-buiten-de-Muren ·
Oude stad Segovia en aquaduct ·
Santiago de Compostella (oude stad) ·
Nationaal park Garajonay ·
Historische stad Toledo ·
Mudéjararchitectuur van Aragón ·
Oude stad Cáceres ·
Kathedraal, Alcázar en Archivo General de Indias in Sevilla ·
Oude stad Salamanca ·
Klooster van Poblet ·
Archeologisch ensemble van Mérida ·
Pelgrimsroute naar Santiago de Compostella ·
Koninklijk klooster van Santa Maria de Guadalupe ·
Nationaal park Doñana ·
Historische ommuurde stad Cuenca ·
La Lonja de la Seda van Valencia ·
Las Médulas ·
Palau de la Música Catalana en Hospital de Sant Pau, Barcelona ·
Monte Perdido ·
Kloosters van San Millán Yuso en Suso ·
Prehistorische rotskunst in de Coa Vallei en de Siega Verde ·
Rotskunst van het Middellandse Zeebekken op het Iberisch Schiereiland ·
Universiteit en historische parochie van Alcalá de Henares ·
Ibiza, biodiversiteit en cultuur ·
San Cristóbal de La Laguna ·
Archeologisch ensemble van Tarraco ·
Archeologisch Atapuerca ·
Catalaanse romaanse kerken van de Vall de Boí ·
Palmeral van Elche ·
Romeinse muur van Lugo ·
Cultuurlandschap van Aranjuez ·
Monumentale renaissance-ensembles van Úbeda en Baeza ·
Vizcayabrug ·
Oude en voorhistorische beukenbossen van de Karpaten en andere regio's van Europa ·
Nationaal park El Teide ·
Herculestoren ·
Cultuurlandschap van de Serra de Tramuntana ·
Erfgoed van kwik. Almadén en Idrija ·
Dolmens van Antequera ·
Kalifaatstad Medina Azahara ·
Cultuurlandschap van de Risco Caído en de heilige bergen van Gran Canaria  ·
Paseo del Prado en Parque del Buen Retiro, een landschap van kunst en wetenschap